# Kasteel Lisbona
Kasteel Lisbona is een kasteel in de tot de West-Vlaamse gemeente Zedelgem behorende plaats Loppem, gelegen aan Torhoutsesteenweg 5.

## Geschiedenis
In 1848 werd op het domein een dubbele woning opgetrokken en in 1861 liet de toenmalige eigenaar, de familie Gilliodts-Dewitte, er een kasteeltje naast bouwen. Van 1921-1925 woonden hier de zusters van de Priorij van Onze-Lieve-Vrouw van Bethanië en werd het kasteeltje Klein Bethanië genoemd. De dubbele woning werd omgebouwd tot een enkele woning en in 1989 herbouwd.

## Gebouw
Het kasteeltje heeft nog het uiterlijk van 1861 en wordt betreden door een bordestrap.

## Park
Centraal in het park ligt een langgerekte vijver. Het park bestaat vooral uit loofbomen en er bevindt zich een Lourdesgrot in het park.